# STRIP (倖田來未の曲)
「STRIP」（ストリップ）は、日本の歌手・倖田來未の7作目の配信限定シングル。2019年10月16日に配信された。

## 解説
前作、『OMG』から約1ヶ月のリリースである。
後述の通り、ドラマによって書き下ろされた楽曲。曲自体は先に完成しており、当初はタイアップを意識して作る予定は無く、歌詞にそんなに意味もなく、「“倖田來未”らしいちょっとセクシーな世界観にしたい」と語っている。

## 楽曲
1. STRIP [3:32]
作詞：KODA KUMI
作曲：DWB, Katerina Bramley

## タイアップ
- 東海テレビ制作・フジテレビ系オトナの土ドラ「リカ」主題歌

## 収録アルバム
- 『re(CORD)』
- 『BEST 〜2000-2020〜』(ファンクラブ限定盤)

## 収録ライブ映像
- 『KODA KUMI LIVE TOUR 2019 re(LIVE) -Black Cherry- & -JAPONESQUE-』(ファンクラブ限定盤)
  - 『KODA KUMI LIVE TOUR 2019 re(LIVE) 〜JAPONESQUE〜』(INTERLUDE MOVIE)